# Русанов, Иван Александрович
Иван Александрович Русанов — советский военный деятель, генерал-майор, лауреат Сталинской премии.

## Биография
Родился 16 декабря 1898 года в Плавске.
В РККА с 1922 года.
Член РКП(б) с 1918 года (с перерывом в 1938—1945).
Занимал ряд инженерных и командных должностей в Рабоче-Крестьянской Красной Армии: в распоряжении 4-го управления РККА, начальник изобретений НКО СССР, начальник управления Военно-Технического Управления РККА, врид начальника управления связи РККА.
Занимался инженерной работой во время Великой Отечественной войны и принимал участие в Великой Отечественной войне: заместитель начальника и главного инженера завода № 2 Наркомата обороны СССР, заместитель начальника отдела связи по радио 4-й Ударной армии.
После Великой Отечественной войны в звании генерал-майора продолжил службу в Советской Армии и занимался инженерной деятельностью в её рядах: заместитель начальника отдела связи Степного военного округа, начальник ряда отделов Центрального НИИ связи имени Ворошилова, начальник отдела Управления вооружения и снабжения, начальник научно-технического комитета войск связи Советской Армии.
За работу в области связи был в составе коллектива удостоен Сталинской премии за выдающиеся изобретения и коренные усовершенствования методов производственной работы за 1952 год.
Умер в 1961 году.

## Награды и премии
- орден Ленина (17.5.1951)
- орден Красного Знамени (6.11.1945, 30.12.1956)
- орден Александра Невского (СССР) (3.10.1944)
- орден Отечественной войны I степени (3.1.1944)
- орден Красной Звезды (3.11.1944)
- Сталинская премия первой степени (1952) — за работу в области связи